# Obdach (Gemeinde)
Obdach ist eine Marktgemeinde mit 3783 Einwohnern (Stand 1. Jänner 2024) im Bezirk Murtal in der Steiermark.

## Geografie

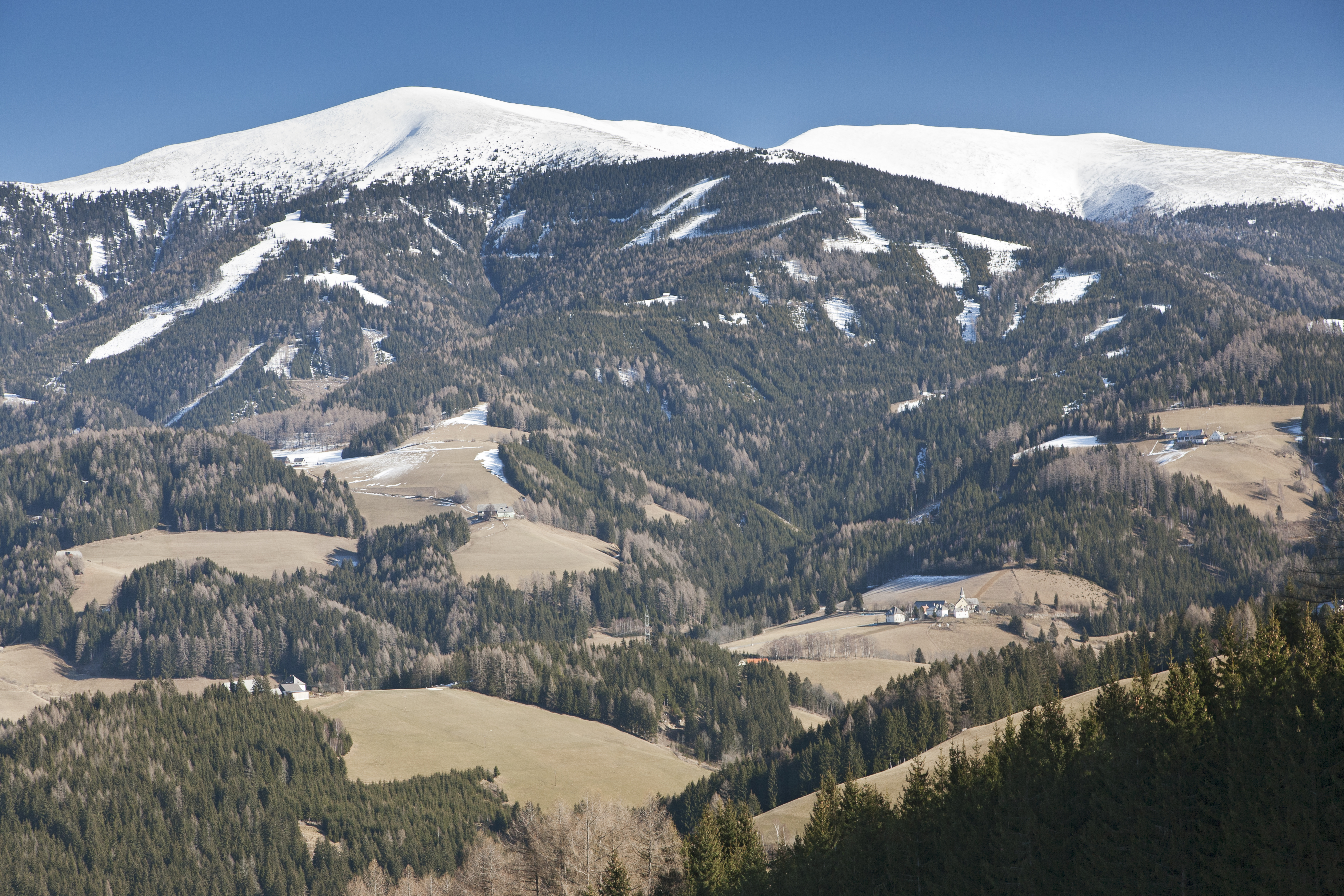
Blick auf Sankt Georgen in Obdachegg mit Größing und Ameringkogel

Die Gemeinde umfasst eine Fläche von 159,24 km² und liegt im Tal des Granitzenbaches nördlich des Obdacher Sattels, dem Übergang vom Oberen Murtal ins Lavanttal. Das Gemeindegebiet erstreckt sich vom Tal nach Westen auf die Seetaler Alpen mit dem höchsten Gipfel, dem Zirbitzkogel (2396 m).

### Gemeindegliederung
Das Gemeindegebiet umfasst folgende 18 Ortschaften (Einwohner Stand 1. Jänner 2024):
- Amering (408)
- Bärnthal (18)
- Granitzen (145)
- Großprethal (119)
- Kathal in Obdachegg (109)
- Katschwald (70)
- Kienberg (88)
- Kleinprethal (68)
- Lavantegg (192)
- Mönchegg (178)
- Obdach (1574)
- Obdachegg (237)
- Rötsch (212)
- Sankt Anna-Feriensiedlung (25)
- Sankt Georgen in Obdachegg (71)
- Warbach (126)
- Winterleiten (129)
- Zanitzen (14)

Die Gemeinde besteht aus sechs Katastralgemeinden (Fläche Stand 31. Dezember 2023):
- Granitzen (3.779,48 ha)
- Kienberg (2.040,97 ha)
- Lavantegg (4.714,54 ha)
- Obdach (513,24 ha)
- Obdachegg (2.092,03 ha)
- Prethal (2.782,53 ha)

Die Gemeinde liegt im Gerichtsbezirk Judenburg.

### Nachbargemeinden
|                       | Judenburg                                   | Weißkirchen in Steiermark       |
| Neumarkt (Bez. Murau) | Kompassrose, die auf Nachbargemeinden zeigt | Hirschegg-Pack (Bez. Voitsberg) |
| Mühlen (Bez. Murau)   | Reichenfels (Bez. Wolfsberg, Kärnten)       |                                 |

## Geschichte
Obdach wurde 1190 erstmals urkundlich als „Obdah“ erwähnt. Der Name geht auf das althochdeutsche obadah (schützendes Dach) zurück. Es dürfte sich auf dem Flurstück eine Einkehrmöglichkeit für Reisende auf dem Weg nach Kärnten befunden haben. 1324 wurde Obdach zum Markt erhoben und verfügte auch über ein Hochgericht. Obdach war ein regional bedeutender Handelsplatz an der Straße über den Obdacher Sattel.
- Die politische Gemeinde Obdach wurde 1849/50 errichtet.[4]
- Mit 1. Jänner 1970 erfolgte die Vereinigung der Gemeinde Granitzen mit der Marktgemeinde Obdach.
- Seit 2015 ist sie im Rahmen der steiermärkischen Gemeindestrukturreform mit den ehemaligen Gemeinden Amering, Sankt Anna am Lavantegg und Sankt Wolfgang-Kienberg fusioniert.[5]

### Bevölkerungsentwicklung
97,6 % der Bevölkerung besaßen die österreichische Staatsbürgerschaft. Zur römisch-katholischen Kirche bekannten sich 91,3 % der Einwohner, zur evangelischen Kirche 1,1 % und zum Islam 1,8 %, ohne religiöses Bekenntnis waren 4,7 % (Stand 2001).
Die Gemeinde verzeichnete in der zweiten Hälfte des 20. Jahrhunderts einen Bevölkerungszuwachs. Der Rückgang der Einwohnerzahl seit dem Jahr 2000 betrifft besonders die Jugend. Die Anzahl der unter Fünfzehnjährigen nahm von 2001 bis 2019 um 40 Prozent ab, zugleich wuchs der Anteil der über 65-Jährigen um 34 Prozent.

## Kultur und Sehenswürdigkeiten
- Schloss Admontbichl

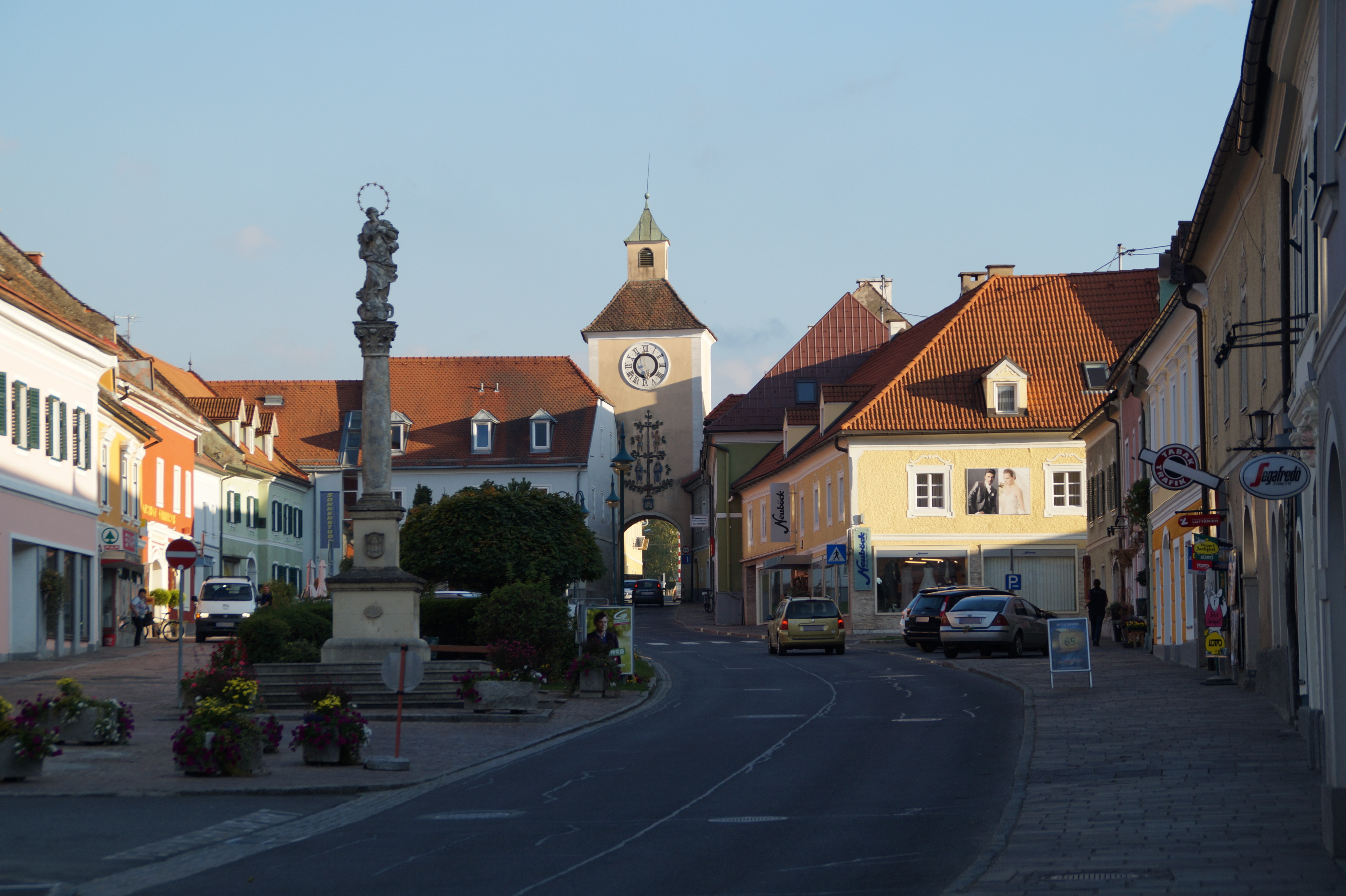
Hauptplatz mit Torturm

- Katholische Pfarrkirche Obdach hl. Ägydius
- Katholische Pfarrkirche St. Anna am Lavantegg
- Katholische Pfarrkirche St. Georgen in Obdachegg
- Katholische Pfarrkirche St. Wolfgang bei Obdach
- Spitalskirche: Im Besitz der Bürgerschaft, aus der 1. Hälfte des 15. Jahrhunderts.
- Platzturm

Naturdenkmäler:
- Oberlauf des Granitzenbaches (Listeneintrag)

## Wirtschaft und Infrastruktur
Wichtige Industriebetriebe sind
- Maschinenfabrik ALKO (v. a. Rasenmäher) mit rund 250 Mitarbeitern,
- Hage Sondermaschinenbau mit rund 130 Mitarbeitern.[9]

### Wirtschaftssektoren
Die folgende Tabelle zeigt die Entwicklung der Anzahl der Betriebe und der Beschäftigten in den Wirtschaftssektoren:
| Wirtschaftssektor            | Anzahl Betriebe | Anzahl Betriebe | Anzahl Betriebe | Erwerbstätige | Erwerbstätige | Erwerbstätige |
| Wirtschaftssektor            | 2021            | 2011            | 2001            | 2021          | 2011          | 2001          |
| ---------------------------- | --------------- | --------------- | --------------- | ------------- | ------------- | ------------- |
| Land- und Forstwirtschaft 1) | 189             | -               | -               | 224           | 249           | 230           |
| Produktion                   | 45              | 39              | 31              | 697           | 572           | 676           |
| Dienstleistung               | 157             | 136             | 106             | 601           | 450           | 388           |

1) Betriebe mit Fläche in den Jahren 2010 und 1999, Arbeitsstätten im Jahr 2021

### Verkehr
Die Verkehrserschließung erfolgt über die Obdacher Straße B 78, die das Kärntner Lavanttal mit dem Murtal verbindet. In Obdach befindet sich ein Bahnhof der Lavanttalbahn. Der Personenverkehr zwischen Zeltweg und Bad St. Leonhard wurde 2010 eingestellt.

### Bildung
In Obdach gibt es zwei Kindergärten, eine Volksschule und eine Neue Mittelschule.

## Politik

### Gemeinderat
Der Gemeinderat hat 21 Mitglieder.
- Mit den Gemeinderatswahlen in der Steiermark 2015 hatte der Gemeinderat folgende Verteilung: 14 ÖVP, 6 SPÖ und 1 FPÖ.[16]
- Mit den Gemeinderatswahlen in der Steiermark 2020 hatte der Gemeinderat folgende Verteilung: 14 ÖVP und 7 SPÖ.[17]
- Mit den Gemeinderatswahlen in der Steiermark 2025 hat der Gemeinderat folgende Verteilung: 13 ÖVP, 7 SPÖ und 1 FPÖ.[18]

### Bürgermeister
- bis 2014 Peter Köstenberger (ÖVP)
- seit 2015 Peter Bacher (ÖVP)

### Partnergemeinden
- Seit 1990 ist Kötz in Bayern Partnergemeinde von Obdach.

### Wappen

Bannerflagge der Marktgemeinde Obdach

Wegen der Gemeindezusammenlegung verlor das Wappen mit 1. Jänner 2015 seine offizielle Gültigkeit. Die Wiederverleihung erfolgte mit Wirkung vom 1. Jänner 2016.
Die neue Blasonierung (Wappenbeschreibung) lautet:
„In blauem Schild über grünem Schildfuß zwischen zwei silbernen Türmen mit je drei Zinnen und je einem schwarz durchbrochenen Rundbogenfenster im Erdgeschoß eingestellt eine silbern gequaderte, zweigeschoßige Mauer mit durchbrochenem Rundtor samt aufgezogenem Fallgitter und je zwei schwarz durchbrochenen Hochrechteckfenstern in jedem Geschoß; über dem Tor ein Turm mit drei schwarz durchbrochenen Rundbogenfenstern und goldener, unten wellenförmig abgeschlossener Haube samt schwarz durchbrochenem Rundbogenfenster, Knauf und links abfliegendem Wimpel.“

## Persönlichkeiten

### Ehrenbürger der Gemeinde
- 1881: Johann Freiherr von Vernier-Rougemont, Bezirkshauptmann von Judenburg 1876–1883
- 1928: Josef Grogger, Bürgermeister von Obdach 1917–1919
- 1936: Eduard Schützenauer, Arzt
- 1973: Wolfgang Köle (1919–2018), Mediziner
- 1973: Heinrich Köle (1920–2015), Mediziner
- 1974: Hannes Bammer (1922–2017), Landesrat
- 1974: Alois Kober (1908–1996), Unternehmer
- 1982: Ernst Schwartz
- 1984: Franz Zellnig (1924–2011), Bürgermeister von Obdach 1970–1984
- 1986: Hans Gross (1930–1992), Landeshauptmann-Stellvertreter
- 1998: Herbert Kober (* 1933), Unternehmer
- 1998: Kurt Kober (1936–2015), Unternehmer
- 1998: Willy Kober (1939–2008), Unternehmer

### Söhne und Töchter der Gemeinde
- Matthäus Offner (1716–1779), Benediktiner, Abt des Stiftes Admont 1751–1779
- Hans Grasberger (1836–1898), Dichter, Lyriker und Kunstkritiker
- Rudolf Falb (1838–1903), Forscher
- Peter Neuböck (1855–1928), Bildhauer
- Viktorin Weyer (1866–1939), Benediktiner, Abt des Stiftes St. Lambrecht 1936–1939
- Ernest Kaltenegger (* 1949), Politiker (KPÖ)
- Peter Rieser (* 1950), Politiker (ÖVP)

## Trivia
Bis 2014 war Obdach die Gemeinde mit der höchsten „Gemeindeamtsdichte“: neben dem Obdacher Amtsgebäude befanden sich auch die Gemeindeämter von Sankt Anna am Lavantegg und Sankt Wolfgang-Kienberg auf Liegenschaften in der Katastralgemeinde Obdach.